# 675 Ludmilla
675 Ludmilla је астероид главног астероидног појаса чија средња удаљеност од Сунца износи 2,771 астрономских јединица (АЈ).
Апсолутна магнитуда астероида је 7,91 а геометријски албедо 0,200.